# Домовая церковь Казанской иконы Божией Матери при Архиерейском доме
Домовая церковь Казанской иконы Божией Матери при Архиерейском доме  — недействующий домовый православный храм при Архиерейском доме в городе Новочеркасске Ростовской области.

## История
5 апреля 1829 года в городе Новочеркасске была создана самостоятельная второклассная Донская епархия с местопребыванием архиерея в городе Новочеркасске. С этого времени Новочеркасск стал епархиальным городом. Для размещения архиерея было необходимо соответствующее здание. Для этого в 1830 году у протопопа Мерхалева был куплен деревянный дом, стоящий на нынешней площади Ермака у Вознесенского Войскового собора. К зданию была пристроена деревянная крестовая церковь во имя Казанской иконы Божией Матери. Для пребывания архиерея со штатом и консисторией в 1831 году в городе на Соборной площади было начато строительство кирпичного двухэтажного Архиерейского дома. Строительство здания было закончено в 1834 году. В новом архиерейском здании на втором этаже была обустроена и освящена крестовая церковь во имя Казанской иконы Божией Матери с приделом с правой стороны во имя Преображения Господня. Чин освящения церкви провёл архиепископ Новочеркасский и Георгиевский Афанасий.
В архиерейском доме работало необходимое число служителей из крестьян экономического ведомства. В новом храме был сделан подземный ход из южной подалтарной части Собора в бывшее здание Архиерейского дома (ныне Дом офицеров), по которому Донские Архипастыри могли при необходимости (например, при скоплении народа или войск на соборной площади) свободно пройти в алтарную часть храма. Церковь функционировала до 1918 года.
После Октябрьской революции и установлении в крае советской власти в городе начались репрессии духовенства. 25 февраля 1918 года в Новочеркасске был арестован архиепископ Митрофан. Его обвинили в поддержке казачьего правительства. Спустя 10 дней архиерея признали невиновным и освободили. 25 февраля подвергли домашнему аресту епископа Ермогена. После освобождения архиерей он скрывался, опасаясь расправы. Власти печатали и распространяли антицерковные листовки, в которых называли церковнослужителей «пособниками угнетения народа». Православные храмы подвергались разграблениям.
В эти годы архиепископ Митрофан писал Патриарху Тихону о разграблении крестовой церкви Донского архиерейского дома: «Из этого храма разбойники унесли две дароносицы с запасными Святыми Дарами, звездицу, два антидорных блюда и взломали все кружки. Покровы на престоле Преображенского придела были разорваны. Сосуды со святым миром были разбиты. Миро разлито и растоптано ногами по полу в ризнице, в алтаре и церкви. Частицы св. мощей были разбросаны и залиты святым миром».
В настоящее время в здании архиерейского дома размещается Новочеркасский военный гарнизонный суд.